# كيث فان هورن
كيث فان هورن (بالإنجليزية: Keith Van Horn)‏ مواليد 23 أكتوبر 1975 في فوليرتون، هو لاعب كرة سلة أمريكي سابق بدأ مسيرته الاحترافية في سنة 1997 وحمل الرقم 44 و4 و2. يبلغ طوله 6 قدم 10 بوصة (2.1 م). اعتزل اللعب في 2006.

## فرق لعب لها
- بروكلين نتس
- فيلادلفيا سفنتي سيكسرز
- نيويورك نيكس
- ميلووكي باكز
- دالاس مافيريكس

## روابط خارجية
- كيث فان هورن على موقع إن بي أي (الإنجليزية)
- كيث فان هورن على موقع سبورتس رفرنس (الإنجليزية)
- كيث فان هورن على موقع كرة السلة الأوروبية.كوم (الإنجليزية)
- كيث فان هورن على موقع DraftExpress.com (الإنجليزية)
- كيث فان هورن على موقع إي إس بي إن.كوم (الإنجليزية)
- كيث فان هورن على موقع كلية كرة السلة في سبورتس رفرنس.كوم (الإنجليزية)
- كيث فان هورن على موقع ريلجم (الإنجليزية)
- كيث فان هورن على موقع بروبوليرز (الإنجليزية)